# كريم أحمد خان
كريم أسعد أحمد خان (ولد في 30 مارس 1970) هو محامٍ بريطاني متخصص في القانون الجنائي الدولي وقانون حقوق الإنسان، يشغل منصب المدعي العام للمحكمة الجنائية الدولية منذ عام 2021.
قبل توليه هذا المنصب، عُيّن خان مساعدًا للأمين العام للأمم المتحدة والمستشار الخاص ورئيس فريق التحقيق التابع للأمم المتحدة لتعزيز المساءلة عن الجرائم التي ارتكبها تنظيم داعش في العراق، والذي أُنشئ بموجب قرار مجلس الأمن رقم 2379 لعام 2017، بهدف دعم الجهود الوطنية في محاسبة تنظيم داعش على جرائم قد تُصنَّف كجرائم حرب أو جرائم إبادة جماعية أو جرائم ضد الإنسانية.
في فبراير 2021، انتُخب خان مدعيًا عامًا للمحكمة الجنائية الدولية. وفي مايو 2024، أعلن عن تقديم طلبات لإصدار مذكرات توقيف بحق رئيس الوزراء الإسرائيلي بنيامين نتنياهو، ووزير الدفاع يوآف غالانت، وقادة في حركة حماس، من بينهم يحيى السنوار، ومحمد الضيف، وإسماعيل هنية، على خلفية مزاعم بارتكاب جرائم حرب وجرائم ضد الإنسانية. وفي نوفمبر من العام نفسه، أصدرت المحكمة مذكرة توقيف بحق نتنياهو، إلى جانب غالانت والضيف، كما طُلب إصدار مذكرة توقيف بحق قائد المجلس العسكري في ميانمار مين أونغ هلاينغ.
في فبراير 2025، فرضت وزارة الخزانة الأمريكية عقوبات على خان، بعد قرار الرئيس الأمريكي دونالد ترامب فرض عقوبات على مسؤولي المحكمة الجنائية الدولية بسبب مذكرات التوقيف الصادرة بحق نتنياهو وغالانت على خلفية العمليات الإسرائيلية في غزة. وفي مايو 2025، تنحّى خان مؤقتًا عن منصبه بسبب اتهامات تتعلق بسوء سلوك جنسي.

## النشأة والتحصيل العلمي
يحمل خان درجة الماجستير في القانون من كلية كينجز لندن. التحق لاحقًا بكلية ولفسون بجامعة أكسفورد لدراسات الدكتوراه في القانون.

## الحياة العملية
بين عامي 1993 و 1996 كان خان مدّعيًا عامًا للتاج في دائرة الادعاء الملكية في إنجلترا وويلز، وكبير مدعي عام للتاج في عام 1995.
بين عامي 1997 و 1998، عمل خان كمسؤول قانوني في مكتب المدعي العام في المحكمة الجنائية الدولية ليوغوسلافيا السابقة، كما عمل لاحقًا حتى عام 2000 كمستشار قانوني في مكتب المدعي العام في المحكمة الجنائية الدولية لرواندا.
بين عامي 2006 و 2007 شغل خان منصب كبير مستشاري الدفاع لرئيس ليبيريا السابق تشارلز تيلور أمام المحكمة الخاصة لسيراليون.
في 12 فبراير 2021، تم انتخاب خان رئيسًا للإدعاء العام للمحكمة الجنائية الدولية لمدة تسع سنوات خلال الجولة الثانية من التصويت. احتاج خان 62 صوتًا من 123 دولة عضو للحصول على المنصب، وحصل على 72 صوتًا.
يُعد خان ثالث مدعٍ عام منتخب في تاريخ المحكمة الجنائية الدولية، وأول مدّعٍ ينتخب بالاقتراع السري. تم ترشيح خان من قبل المملكة المتحدة، ويرجع ذلك جزئيًا إلى الضغط من كينيا.
شارك خان في العديد من المحاكمات البارزة، منها: محاكمات جرائم الحرب في يوغوسلافيا السابقة، محاكمات الإبادة الجماعية في رواندا، والمحكمة الخاصة بلبنان حيث لعب خان دورًا هامًا في هذه المحكمة التي أُنشئت للتحقيق في اغتيال رئيس الوزراء اللبناني رفيق الحريري عام 2005.
تولّى الدفاع عن نائب الرئيس الكيني السابق وليام روتو أمام المحكمة الجنائية الدولية، حيث نجح في تبرئته من اتهامات القتل والترحيل والاضطهاد الموجّهة إليه عقب انتخابات 2007. مثل أيضًا الدفاع عن سيف الإسلام القذافي، نجل الزعيم الليبي معمر القذافي، عام 2016.
منذ عام 2018، يتولى منصب المستشار الخاص ورئيس فريق التحقيق يونيتاد، الذي أنشأه مجلس الأمن لتعزيز جهود المسائلة عن الجرائم الجماعية والجرائم ضد الإنسانية وجرائم الحرب التي ارتكبها تنظيم الدولة الإسلامية في العراق.
كما قاد تحقيقات المحكمة الدولية في الجرائم المرتكبة في أوكرانيا وسوريا وجنوب السودان.
في 21 أيار من العام 2024 وفي خطوة غير مسبوقة في تاريخ الصراع الفلسطيني الإسرائيلي، أعلن خان سعيه للحصول على أوامر اعتقال بحق رئيس الوزراء الإسرائيلي بنيامين نتنياهو ووزير الدفاع يوآف غالانت، إضافة الى ثلاثة من القيادة العسكرية والسياسية في حركة حماس وهم يحيى السنوار، محمد الضيف وإسماعيل هنية، كونهم وفق بيانه يتحملون المسؤولية الجنائية عن ارتكاب جرائم حرب وجرائم ضد الإنسانية في قطاع غزة وإسرائيل. على خلفية الحرب المستمرة منذ السابع من أكتوبر 2023.

## الحياة الشخصية
يُعد خان قادياني، تزوج سابقًا من ابنة ميرزا طاهر أحمد، الذي كان الخليفة الرابع للقاديانية.